# Dicranomyia riukiuensis
Dicranomyia riukiuensis är en tvåvingeart som först beskrevs av Alexander 1929.  Dicranomyia riukiuensis ingår i släktet Dicranomyia och familjen småharkrankar. Inga underarter finns listade i Catalogue of Life.